# Conan O’Brien

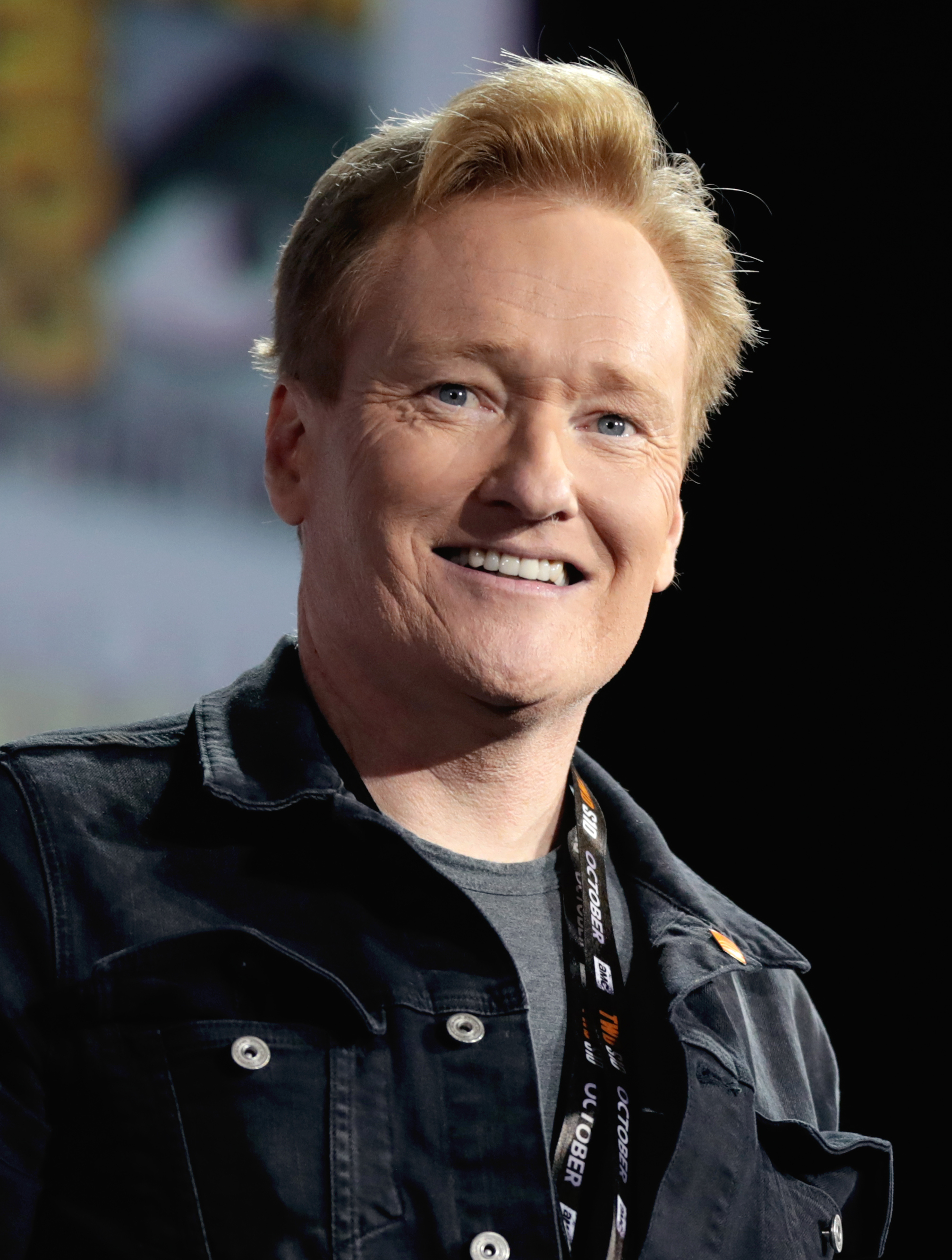
Conan O’Brien (2019)

Conan Christopher O’Brien (* 18. April 1963 in Brookline, Massachusetts) ist ein US-amerikanischer Talkshow-Moderator, Komiker, Schauspieler, Fernsehproduzent und Autor. Bekannt wurde er als Moderator seiner Late-Night-Shows Late Night with Conan O’Brien und der Tonight Show with Conan O’Brien auf NBC sowie seiner Show Conan auf TBS.

## Leben

### Kindheit und Jugend
Conan O’Brien wurde in Brookline (Massachusetts), einem Vorort von Boston, geboren. Er ist ein Nachkomme irischer Einwanderer und das dritte von sechs Kindern. Er hat drei Brüder und zwei Schwestern. Sein Vater, Thomas O’Brien († 9. Dezember 2024), arbeitete am Brigham and Women’s Hospital in der medizinischen Forschung und als Professor an der Harvard Medical School mit der Spezialisierung auf Infektionskrankheiten. Seine Mutter, Ruth Reardon O’Brien († 12. Dezember 2024), arbeitete als Anwältin in der Kanzlei Ropes & Gray in Boston. Seine Schwester Jane O’Brien ist Comedy-Autorin und Produzentin.
Nach seinem Abschluss der Brookline Highschool studierte Conan O’Brien in Harvard. Während seiner gesamten Universitätszeit schrieb er für das Satiremagazin Harvard Lampoon, für das er als erste Person seit den 1920er Jahren und als zweite Person überhaupt zwei Jahre (zwei Amtsperioden) hintereinander als Präsident tätig war. Er schloss das Studium magna cum laude in den Fächern US-amerikanische Literatur und Geschichte ab.

## Karriere

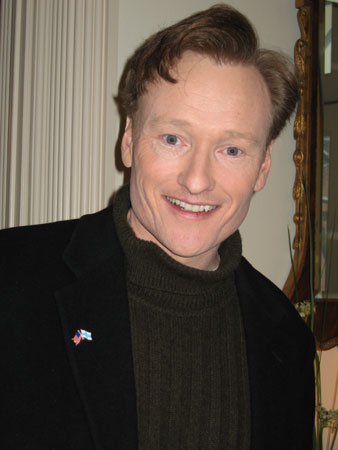
Conan O’Brien (2006)

Conan O’Brien zog unmittelbar nach dem Universitätsabschluss nach Los Angeles um und wurde Mitglied des Autorenteams der Sendung Not Necessarily the News auf dem Sender HBO. Diese Tätigkeit übte er zwei Jahre lang aus und trat währenddessen regelmäßig bei Improvisations-Komikertruppen wie The Groundlings auf. Um sein Einkommen aufzubessern, wirkte er auch in Dauerwerbesendungen („Infomercials“) mit.
Nach Not Necessarily the News wurde er beim Sender FOX Autor und Anheizer für eine neue Show namens The Wilton North Report, eine Sendung, die (so wünschten es sich die Produzenten) das Fernsehen revolutionieren sollte. Auf gewisse Weise tat sie das, sie wurde vom Publikum so gehasst und hatte so schlechte Quoten, dass, als nach nur vier Wochen in einer FOX-Sitzung die Absetzung bekannt gegeben wurde, spontan Applaus einsetzte. Für Conan O’Brien folgte als nächste Station die Happy Happy Good Show, eine Bühnenshow in Chicago.
Im Januar 1988 wurde O’Brien von Lorne Michaels für die klassische Comedy-Show Saturday Night Live (NBC) als Sketchautor angeheuert. In den dreieinhalb Jahren, die er dort tätig war, schuf er bemerkenswerte Sketche wie Mr. Short-Term Memory und The Girl Watchers, in dem Tom Hanks und Jon Lovitz auftraten. Außerdem schrieb er den Sketch Nude Beach, der für Aufsehen sorgte, weil darin 42-mal das Wort „Penis“ fiel, größtenteils in einem Lied verpackt. Er trat auch in einigen Szenen selbst auf, gelegentlich mit einer Sprechrolle. Er und die anderen Autoren von Saturday Night Live wurden 1989 für ihre Arbeit mit einem Emmy ausgezeichnet.
Er schrieb außerdem den Pilot zu einer neuen Fernsehserie, und als sich der Sender dazu entschloss, diesen zu produzieren, verließ O’Brien im Frühjahr 1991 Saturday Night Live. Die Serie sollte Lookwell heißen, mit Adam West als Hauptdarsteller, wobei er als Mitverfasser auch am Drehbuch beteiligt war. Sie sollte neue Wege gehen, Comedy ohne eingespielte Lacher oder Studiopublikum, alle bisher geltenden Regeln sollten gebrochen werden. Als der Pilotfilm ausgestrahlt wurde, erreichte er die zweitschlechtesten Einschaltquoten in der Geschichte des Senders. Conan O’Brien war damit erneut ohne Anstellung.
Im Herbst 1991 nahm ihn der Sender FOX als Autor und Produzent für die Serie Die Simpsons unter Vertrag, wo er auch als leitender Produzent tätig wurde. In einer Rede, die er im Jahr 2000 in seiner Alma Mater Harvard hielt, würdigte er seine „Rettung“ durch Die Simpsons, da seine Karriere zu dieser Zeit etwas stockte. Als die beste Simpsons-Episode, die er schrieb, bezeichnete er „Marge vs. the Monorail“ (deutsch „Homer kommt in Fahrt“). Insgesamt wurde er bei vier Episoden als Autor genannt; bei weiteren Episoden wurde er als Produzent geführt, was nach den Gepflogenheiten des US-Fernsehens bedeutet, dass seine Beiträge für eine Nennung in der Autorenliste nicht umfangreich genug waren. O’Brien selbst hatte später eine kurze Gastrolle bei den Simpsons in der Episode „Bart Gets Famous“ (dt. „Bart wird berühmt“).
Als 1993 David Letterman von NBC zu CBS wechselte, wurde ein großes Casting am Set der Tonight Show im NBC Burbank Studio 1 in Los Angeles veranstaltet. Da Letterman seine Show praktisch unverändert mit zu seinem neuen Sender CBS nahm, brauchte NBC eine komplett neue Show. O’Briens Gäste in seiner Testsendung am 13. April 1993 waren Mimi Rogers und Jason Alexander. Am 26. April 1993 wurde ihm der Job als neuer Late Night Host und die Entwicklung einer neuen Late Night Show angeboten, worauf er aus seinem Vertrag bei FOX ausstieg. Ab dann moderierte er die Late Night with Conan O’Brien, die sich nach anfänglich schlechten Quoten und zunächst auch sehr negativen Kritiken schließlich etablieren konnte.
Am 27. September 2004 gab der Moderator Jay Leno bekannt, dass er seine Tonight Show zum Jahr 2009 verlassen und Conan O’Brien die Sendung fortführen werde. Am 1. Juni 2009 startete tatsächlich die neue Tonight Show with Conan O’Brien. Die Late Night Show auf NBC moderierte seit dem 2. März 2009 der Komiker und Schauspieler Jimmy Fallon. Bald jedoch kam es zu Unstimmigkeiten zwischen Conan O’Brien und NBC, denn Leno, dessen neue Show floppte, hatte signalisiert, dass er seinen alten Sendeplatz wieder übernehmen wolle, und O’Brien sollte daher von NBC auf einen späteren, unattraktiven Zeitpunkt verschoben werden. Daraufhin verließ O’Brien die Tonight Show wieder, die von März 2010 bis Februar 2014 erneut von Leno moderiert wurde, bevor dieser seinerseits von Fallon beerbt wurde. O’Brien hingegen erhielt von NBC eine Entschädigung in Millionenhöhe. Von November 2010 bis Juni 2021 moderierte er eine neue Sendung beim US-amerikanischen Kabelsender TBS.
Conan O’Brien moderierte 2003 und 2006 die Emmy Awards Show. Er führt außerdem die Fernseh-Produktionsfirma Conaco, die in Zusammenarbeit mit NBC neue Sendungen entwickelt. Das erste Ergebnis dieser Koproduktion war die Serie Lost (2001), von der aber nur drei Episoden ausgestrahlt wurden. 2006 war er ausführender Produzent und Ko-Autor des Pilotfilms zur Serie Andy Barker P.I. mit Andy Richter in der Titelrolle. Auch diese Serie wurde wegen schlechter Quoten nach wenigen Folgen wieder abgesetzt. Im Jahr 2012 hatte er einem Cameo-Auftritt in einer Folge von How I Met Your Mother (Staffel 7, Folge 17).
Am 11. November 2016 war er bei Gute Zeiten, schlechte Zeiten in der Gastrolle des Johnny J. Smith zu sehen, für die er ein paar Sätze in deutscher Sprache vortrug.
Im November 2024 wurde bekannt, dass O’Brien als Moderator der 97. Oscarverleihung verpflichtet wurde. Er übernahm diese Aufgabe von Jimmy Kimmel, der die beiden vorherigen Auflagen moderiert hatte.
2025 war er in einer Nebenrolle im Berlinale-prämierten Spielfilm If I Had Legs I’d Kick You zu sehen.

### Die SendungLate Night with Conan O’Brien(1993–2009)

#### Die Anfänge
Am 26. April 1993 erhielt Conan O’Brien von Produzent Lorne Michaels das Angebot, als Nachfolger von David Letterman die berühmte Late Night with auf NBC zu moderieren. Die Show ging am 13. September 1993 auf Sendung und erntete während der ersten zwei bis drei Jahre fast durchweg schlechte Kritiken. Es wird berichtet, die Verantwortlichen des Senders hatten die Show bereits aufgegeben und sie sollte abgesetzt werden, jedoch ließ man sie auf der Basis einer wöchentlichen Entscheidung weiterlaufen, da man nichts Besseres hatte, das man auf diesem Sendeplatz hätte ausstrahlen können. O’Brien hat den mangelnden Zuspruch in den Anfangstagen der Show auf seine damals noch stark verbesserungswürdige Interview-Technik zurückgeführt. In einem frühen Vorspann der Show wurden diese Unzulänglichkeiten selbstironisch karikiert, indem O’Brien als Zeichentrickfigur dargestellt wurde, die in Schweiß ausbricht und nervös an der Krawatte nestelt. Bis 2000 hatte O’Brien Andy Richter an seiner Seite als Sidekick, also als Co-Moderator, Ansprechpartner und Stichwortgeber.

#### Erfolge
Die Sendung wurde mit der Zeit stetig erfolgreicher und entwickelte sich zu einem Aushängeschild des Late-Night-Formats im US-Fernsehen. Dabei hob sie sich vom übrigen Genre ab und konnte Gäste verzeichnen, die sich ansonsten dieser Form der Öffentlichkeitsarbeit verschlossen. Obwohl die Zielgruppe eigentlich eher das junge Publikum war, hatte die Show auch gerade unter Senioren ihre treuesten Fans. O’Brien und sein Team waren seit 1996 jährlich für den Emmy nominiert und gewannen schließlich 2007 einen Emmy in der Kategorie Outstanding Writing for a Variety, Music or Comedy Program. In den Jahren 1997, 2000, 2002, 2003 und 2004 wurde Late Night with Conan O’Brien mit dem Preis der Writers Guild of America im Bereich Comedy ausgezeichnet. 2003 lief zum zehnten Jahrestag eine zweistündige Sondersendung der Show. Bis 2006 hatte Late Night with Conan O’Brien über elf Jahre im Durchschnitt 2,5 Millionen Zuschauer und war damit die erfolgreichste Sendung in diesem Sendezeitrahmen.

#### Aufbau
Die Show bestand in der Regel aus dem Monolog, in dem sich O’Brien über Ereignisse und Personen aus der Welt der Politik und Prominenz lustig machte, aus einem Comedy-Hauptteil und aus dem Talk (meist zwei Gäste), gefolgt vom Auftritt eines Musikers, einer Band oder eines Komikers. Zwischen diesen festen Bestandteilen wurden oft weitere bits (kleine Sketche) gezeigt. Für diese bits wurden zahlreiche bizarre Charaktere, Rituale und Rubriken entwickelt, auf die in unregelmäßigen Abständen zurückgegriffen wurde. So zum Beispiel der Masturbating Bear, die Foto-Story, Little Jay Leno, In the Year 2000, der String Dance (O’Brien als Marionette), Cloppy the Horse oder Vomiting Kermit („kotzender Kermit“). Auch der Ansager der Show, Joel Godard, der Bandleader Max Weinberg und (mit kleineren Rollen) der Musiker Richie „La Bamba“ Rosenberg, sowie der US-amerikanische Schauspieler Abe Vigoda waren oft an diesen Sketchen beteiligt.

#### Höhepunkte
International bekannt wurde 2005 die show-eigene Figur Triumph, The Insult Comic Dog, als Eminem mit ihr das Lied Ass Like That aufnahm, das auch als Single ausgekoppelt wurde. Diese Figur, eine Handpuppe in Form eines Hundes, wurde von dem Komiker und Autor Robert Smigel geführt und gesprochen.
In Europa, insbesondere in Finnland, erregte O’Brien 2006 Aufsehen, als er versuchte, mit seiner Show Einfluss auf die finnischen Präsidentschaftswahlen zu nehmen, wobei er sich aber strikt der Mittel der Comedy bediente. Der Grund war eine gewisse Ähnlichkeit O’Briens mit Tarja Halonen, der im Januar 2006 zur Wiederwahl stehenden finnischen Staatspräsidentin. Conan O’Brien schlug sich, allein auf Grund dieser Ähnlichkeit, in seiner Show auf Halonens Seite und produzierte absurde Wahlwerbespots in finnischer Sprache, die im finnischen Fernsehen liefen. Die Ähnlichkeit von O’Brien und Halonen wurde zum running gag und O’Brien reiste zum Dreh eines einstündigen Specials nach Finnland, was ihn dort noch deutlich populärer werden ließ. Halonen, die die Wahl schließlich gewann, empfing O’Brien während seines Finnlandbesuchs in ihrem Amtszimmer. Welchen Einfluss O’Briens Kampagne auf das recht knappe Wahlergebnis tatsächlich hatte, wurde nicht konkreter kommentiert.
In den letzten Wochen des Jahres 2007 setzte die Show komplett aus infolge des Streiks der amerikanischen Autorengewerkschaft Writers Guild of America. O’Brien ging 2008 wieder auf Sendung, zunächst ohne Autoren. In den Sendungen ließ er typische, vor allem politische Gags weg. In Eigenregie und Konzeption machte er das, was ihm selber für seine Show einfiel. Dazu bediente er sich konsequent der Absurdität. Er drehte zum Beispiel wettbewerbsmäßig seinen Ehering auf dem Tisch und ließ die Zeit nehmen, er ließ Gäste des Publikums für 500 Dollar die internen Süßigkeiten-Automaten plündern und verschenkte alles an das Publikum oder er stellte satirisch eine typische deutsche Licht-Show einer imaginären Disco dar, begleitet mit deutsch-ähnlichen Sprachfetzen.

#### Band
Die mit hochkarätigen Musikern besetzte, stilistisch sehr vielseitige Band der Show wurde von dem Schlagzeuger Max Weinberg geleitet, der durch seine langjährige Tätigkeit als Studio- und Tourmusiker für Bruce Springsteen bekannt wurde. Weinbergs Förmlichkeit bildete zusammen mit gelegentlichen Anspielungen auf seine angeblichen sexuellen Ausschweifungen einen der running gags der Show. Gitarrist und Arrangeur Jimmy Vivino sowie Jerry Vivino (Saxophon) sind Brüder des Entertainers „Uncle Floyd“ Vivino. Die Titelmusik von Late Night with Conan O’Brien schrieb John Lurie, der sich ebenfalls als Bandleader beworben hatte.

#### Aufzeichnung und Ausstrahlung

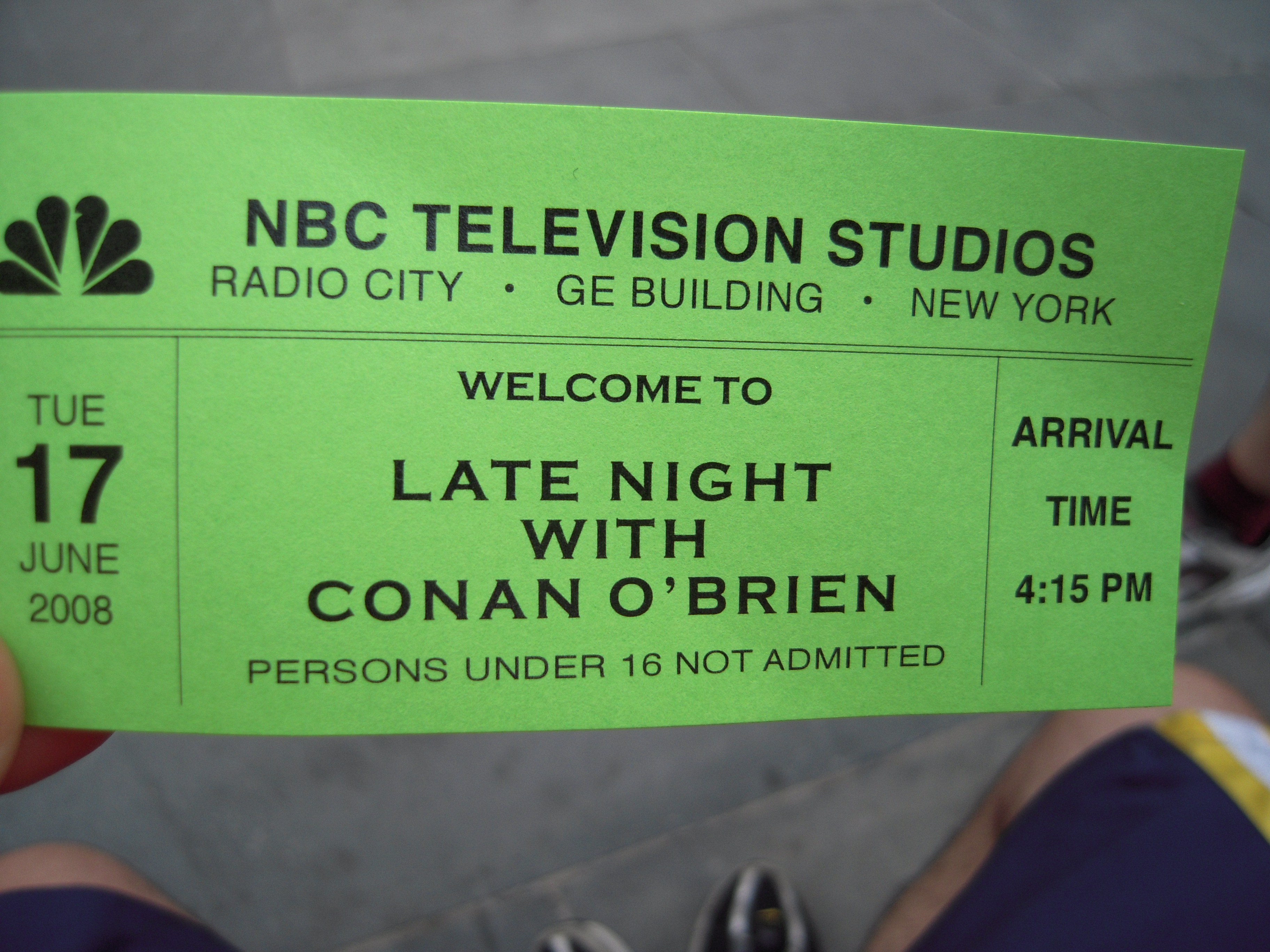
Eine Eintrittskarte für Late Night with Conan O’Brien.

Late Night with Conan O’Brien wurde in New York im NBC-Studio 6A im Rockefeller Center produziert. Die Show, deren Eintritt frei war, wurde in der Regel nachmittags aufgezeichnet. In Europa wurde die Show bis Ende 2008 auf dem Börsenkanal CNBC Europe ausgestrahlt.

### Die SendungThe Tonight Show with Conan O’Brien(2009–2010)

#### Übernahme der Tonight Show
Am 20. Februar 2009 wurde die letzte Folge der Late Night with Conan O’Brien aufgezeichnet. Bereits am 27. September 2004, zum 50-jährigen Jubiläum der Show, hatte NBC verkündet, dass O’Brien 2009 die Tonight Show übernehmen werde. Seit dem 1. Juni 2009 wurde die Tonight Show von O’Brien moderiert, der damit Jay Leno auf diesem Sendeplatz nachfolgte. Jay Leno übernahm eine neue Show zur Prime Time. Beide Sendungen verloren in den folgenden Monaten kontinuierlich Zuschauer. NBC beschloss, Jay Lenos Show wieder auf die alte Sendezeit zu verlegen. O’Brien weigerte sich, der Verschiebung seiner Show nach hinten zuzustimmen, weshalb Ende Januar 2010 The Tonight Show with Conan O’Brien eingestellt wurde.
Die letzte Folge lief am 22. Januar 2010 auf NBC. Zu Gast waren Tom Hanks, Steve Carell, Neil Young und Will Ferrell. NBC zahlte 45 Millionen US-Dollar Entschädigung, wovon 33 Millionen an O’Brien und der Rest an sein Team gehen.

#### Aufbau
Die Sendung wurde in einem eigens neu gebauten Studio am Gelände der Universal Studios in Los Angeles aufgezeichnet. Vieles wurde nach der Übernahme der Tonight Show aus O’Briens alter Show übernommen und in die neue Show übertragen. Der Großteil seines Teams und seine Showband, die Max Weinberg 7 (unter dem Namen Max Weinberg and the Tonight Show Band) folgten ihm nach Los Angeles. Nachfolger des langjährigen Late Night with Conan O’Brien Show-Ansagers Joel Godard wurde Andy Richter als Sidekick, der bereits O’Briens erste Late Night Show von 1993 bis 2000 begleitet hatte. Der grundsätzliche Aufbau wurde weitgehend beibehalten und auf ein breiteres Publikum zugeschnitten.
Neben dem Monolog als Einleitung seiner Show und dem Talk mit meist zwei prominenten Gästen gab es bekannte Rituale und Rubriken, wie beispielsweise In the Year 3000, aber auch neue bits, wie den Twitter Tracker, in dem sich O’Brien und eine Off-camera-Stimme über Aussagen von Prominenten beim Microblogging-Dienst Twitter lustig machten. Sein Sidekick Andy Richter probierte in der Rubrik Andy’ll try it! im Fernsehen entdeckte bizarre Gegenstände aus und beurteilte diese. Eine weitere Rubrik war Conan’s Tabloid Moments, in dem sich O’Brien spontan in peinlich dargestellten Situationen fotografieren ließ. Zum Abschluss der Show trat meistens ein musikalischer Gast oder ein Komiker auf.

### Die SendungConan(2010–2021)
Am 8. November 2010 startete Conan, die neue Late-Night-Show von Conan O’Brien, auf dem Kabelsender TBS. Die Sendung wurde im Studio 15 der Warner Bros. Studios in Los Angeles aufgezeichnet. Sowohl Andy Richter als auch die Showband (nun als Basic Cable Band) waren wieder Teil der neuen Show, allerdings entschloss sich Max Weinberg in seine frühere Heimat New York zurückzukehren und Jimmy Vivino wurde zum neuen Bandleader.
In der Show wurden bisher (Stand Mai 2017) auf die meisten der in Late Night with Conan O’Brien und The Tonight Show with Conan O’Brien eingeführte Figuren und Rubriken verzichtet. Die Figur Triumph hatte bisher als einzige alte Figur Auftritte bei Conan. Es gab Berichte, wonach der Sender NBC die Rechte an diesen Elementen besitzt und diese daher nicht bei TBS verwendet werden dürfen. Andere Quellen sagen, O’Brien wollte zunächst bewusst nicht auf diese Elemente zurückgreifen und es sei durchaus möglich, dass einige davon in Zukunft noch auftauchen werden.
Im November 2020 verkündete WarnerMedia, dass O’Brien innerhalb des Konzerns zum Streamingdienst HBO Max wechseln werde, wo er eine wöchentliche Variety-Show moderieren soll. Zudem soll es bei TBS weitere Conan Without Borders-Specials geben. Diese waren zuvor Teil der Conan-Show und begleiteten O’Brien und Angestellte wie Jordan Schlansky auf Reisen rund um die Welt in Länder wie Deutschland, Kuba, Israel, Australien, Südkorea oder Katar. Am 24. Juni 2021 wurde die Sendung Conan eingestellt.

### Der PodcastConan O’Brien Needs a Friend(seit 2018)
Im November 2018 begann O’Brien mit seiner Assistentin Sona Movsesian, sowie mit dem Schauspieler Matt Gourley einen wöchentlichen Podcast bei Earwolf zu veröffentlichen, zu dem er wie in seiner Late-Night-Show Schauspieler, Politiker und andere Prominente einlädt, um diese besser kennenzulernen. Dieser Podcast hat bisher (Stand: Juni 2021) mehr als 160 Ausgaben erreicht. Im April 2021 wurde er um einen zweiten Podcast namens Conan O’Brien Needs A Fan ergänzt, in dem die Moderatoren Fragen der Zuschauer beantworten. Dessen Ausgaben tragen zwar eigene Titel und erscheinen außerhalb der Reihe, gelten aber als Teil des Podcasts und bekommen daher nur halbe Nummern (z. B. Episode #130.5 – Conezone). Auch andere Spezialausgaben wurden zuvor bereits so nummeriert. Die einzelnen Episoden erreichen regelmäßig mehr als eine Million Downloads. Conans Produktionsfirma „Team Coco“ hat zudem mittlerweile weitere Podcasts initiiert, darunter geschriebene Formate wie Frontier Tween und Smartr und der Spin-Off The Three Questions with Andy Richter, der im Juni 2021 seine 100. Episode bei Earwolf veröffentlichte. Im Jahr 2020 erhielt Conans Podcast bei den „iHeartRadio Podcast Awards“ die Auszeichnung als „Best Comedy Podcast“. Er gehört zu den erfolgreichsten amerikanischen Podcasts bei iTunes.

## Privates
Seit dem 12. Januar 2002 ist Conan O’Brien mit der Werbefachfrau Elizabeth Powel verheiratet. Er lernte sie bei einem Dreh im Jahre 2000 kennen. Das Paar hat zwei Kinder.

## Sonstiges
Nach O’Brien wurde Conan, ein männlicher belgischer Malinois und Militärhund der US-amerikanischen Delta Forces benannt.